# Lutica abalonea
Lutica abalonea là một loài nhện trong họ Zodariidae.
Loài này thuộc chi Lutica. Lutica abalonea được Willis J. Gertsch miêu tả năm 1961.